# François Lindemann
Pour les articles homonymes, voir Lindemann.
 (octobre 2024).
François Lindemann, né à Lausanne le 17 septembre 1950, est un pianiste et compositeur vaudois.

## Biographie
François Lindemann se distingue en tant que pianiste et compositeur de jazz. Après quelques années au conservatoire de sa ville natale, il poursuit sa formation en autodidacte. La découverte du jazz, et notamment de tout l'aspect improvisé qui le caractérise, par le biais des Jazz Messengers, de Clifford Brown ou du Quartet de Coltrane dans les années 1960 est un véritable révélateur pour lui. Réalisant que ces musiciens jouent leur musique, il crée son orchestre et écrit ses propres matériaux thématiques dès 1969.
En 1986, François Lindemann fonde Piano Seven, ensemble de sept pianos Steinway jouant la musique écrite par sept musiciens. Cette formation invite tous les trois ans un musicien d'un autre univers, comme le percussionniste-chanteur Pascal Auberson, le violoncelliste François Guye, la pianiste classique Brigitte Meyer ou l'accordéoniste Jacques Bolognesi. Il participe à de nombreux festivals en Suisse, en France, aux USA et en Asie et, depuis près de 40 ans, il compose pour toutes les formations qu'il dirige. Se qualifiant lui-même d’électron libre, il a fréquenté de nombreux artistes suisses et étrangers, et a notamment enregistré et joué avec Daniel Humair, Alvin Queen, Curtis Fuller, Glenn Ferris, Carla Bley, Léon Francioli, Olivier Clerc, Longineu Parsons, Erik Truffaz, Tewan, Robin Eubanks, Steve Swallow et Woody Shaw.
François Lindemann a également composé de la musique de théâtre et de ballet contemporain. Il se passionne aussi pour des expériences musicales inter-ethniques avec des artistes traditionnels du Sud-Est Asiatique notamment. Lauréat du Grand Prix de la Fondation vaudoise pour la promotion et la création artistiques en 1997, il a enseigné à l'HEMU JAZZ, tout en continuant ses projets musicaux.

## Sources
- « François Lindemann », sur la base de données des personnalités vaudoises sur la plateforme « Patrinum » de la Bibliothèque cantonale et universitaire de Lausanne.
- 24 Heures, 21/05/2012, p. 27
- 24 Heures, 13/05/97, p. 39